# Подзамочек
Подзамочек (укр. Підзамочок) — село в Бучачской городской общине Чортковского района Тернопольской области Украини.
До 2020 года входило в Бучачский район.
Код КОАТУУ — 6121285401. Население по переписи 2001 года составляло 1541 человек.

## Географическое положение
Село Подзамочек находится на левом берегу реки Стрыпа,
выше по течению на расстоянии в 0,5 км расположено село Звенигород,
ниже по течению примыкает село Подлесье,
на противоположном берегу — город Бучач.
Через село проходят автомобильные дороги Н-18 и Т-2001.

## История
- 1785 год — первое упоминание о селе.

## Экономика
- ООО «Бучачагрохлебпром».

## Объекты социальной сферы
- Школа I—II ст.
- Детский сад.
- Дом культуры.
- Фельдшерско-акушерский пункт.

## Достопримечательности
- Замок Яна Бучацкого, был возведен в 1600 г. для защиты подхода к замку в Бучаче.